# ماهیچه پیازی‌اسفنجی
ماهیچه پیازی‌اسفنجی (انگلیسی: Bulbospongiosus muscle) از ماهیچه‌های سطحی میان‌دوراه است.
در زنان، کارکرد آن تنگ کردن سوراخ مهبل در جریان آمیزش جنسی است.